# Nais communis
Nais communis — вид малощетинкових кільчастих червів родини Naididae. Вид поширений у прісних водоймах Європи та солонуватих узбережних водах на північному сході Атлантичного океану. Хробак є важливим біологічним індикатором забруднення водойм. Він масово розмножується при забрудненні озер і річок, легко переносить наявність токсичних відходів та важких металів. Є вагомою складовою бентосу, у деяких місцях в літрі мулу налічувалось до 500 шт представників виду.